# Anna Preinitz
Anna Katarina Preinitz, född Hellström den 20 december 1870 i Stockholm, död där den 20 oktober 1912, var en svensk författare, filantrop och nykterhetskvinna. Hon engagerade sig i fabriksarbetande kvinnors situation.

## Biografi
Preinitz växte upp i en religiös miljö och började tidigt i söndagsskolan. Hennes far, byggmästare O. K. Hellström, var kyrkligt engagerad och drev en söndagsskola i hemmet för en grupp gatpojkar på Kungsholmen. Som barn deltog hon vid dessa tillfällen och som 14-åring fick hon själv leda en söndagsskoleklass. Hon inspirerades av sina religiöst engagerade föräldrar och hennes vuxna liv präglades av en kristen filantropisk anda.
Hon var intresserad av musik och spelade orgel, vilket var en central del av hennes arbete med söndagsskolan vid Nytorget på Södermalm i Stockholm. Hon var även litterärt intresserad och skrev dikter och berättelser för söndagsskolan, som publicerades i bland annat söndagsskoletidningen Barnavännen samt i julkalendrar och i barntidningar. Hon riktade sig även till en vuxen publik och hennes alster genomsyras alltid av andlighet och av kristen tro. Hon publicerade diktsamlingarna Böljeslag, 1896, och Mot höjden, 1907. Hon skrev även berättelsesamlingarna Solvik, 1906, Den eviges vägar och Mors lilla solstråle, vilka kom ut 1908.
Preinitz var medlem i den kristna kvinnoföreningen KFUK:s Södra förening där hon satt i styrelsen under ett tiotal år. Inom KFUK engagerade hon sig för kvinnliga fabriksarbetare, vilket även blev hennes huvudsakliga arbetsområde i den kvinnliga kristna nykterhetsorganisationen Vita Bandet. Hon var medlem i Stockholms Norra Vita-Bandet-förening och satt från 1904 i centralstyrelsen på nationell nivå. Inom Vita Bandet fortsatte hon sitt skrivande och var redaktör för Vita Bandets tidskrift 1909–1912. Hon deltog i arbetet med att utforma och publicera organisationens egen sångbok där hon också skrev egna sångtexter eller gjorde översättningar. I tidskriften publicerades många av hennes dikter men hon skrev även opinionsbildande artiklar som rörde fabriksarbetande kvinnors levnadsvillkor.
Hon drevs av ett kristet och socialt patos för de kvinnor som arbetade inom industrin. Inom Vita Bandet startade hon "Avdelningen för arbetet med fabriksarbeterskorna” och i Stockholms Södra Vita Bandsförening startade hon en filial för fabriksarbetande kvinnor, med mötesplats i KFUK:s lokal. I Vita Bandets regi arrangerade hon möten och föreläsnings- och diskussionskvällar med sång och musik samt kursverksamhet med bland annat uppsatsskrivning och bokföring för de fabriksarbetande kvinnorna. Hon reste runt i Sverige och besökte fabriker där hon talade med de kvinnliga arbetarna om ett nyktert levnadssätt. På sina resor hyrde eller lånade hon möteslokaler och bjöd in de kvinnliga arbetarna till möte och en enkel måltid. Hon var noga med att bemöta dem som jämlikar. Utifrån sina möten och samtal med dem såg hon deras hårda levnadsvillkor och uppmärksammade deras behov av vila och rekreation. Hon skrev artiklar om detta i Vita Bandets tidskrift och betonade då betydelsen av att erbjuda de fabriksarbetande kvinnorna kunskaper genom kursverksamhet och semestervila genom vilohemsverksamhet.
Preinitz bistod lokalföreningarna i landet med information och uppslag till kursverksamhet. Hon startade Vita Bandets Vilohemsfond för att samla in pengar till ett vilohem för fabriksarbetande kvinnor. Med fondens medel köpte hon en tomt vid Skuru i Stockholms skärgård men insjuknade och avled innan bygget med vilohemmet kom igång. ”Avdelningen för arbetet med fabriksarbeterskorna” övertogs av Gerda Meyerson och Vilohemsfonden användes sedan för ekonomiskt bistånd till de vilo- och semesterhem som senare startades av ett tjugotal Vita Bandet-föreningar.
Preinitz drevs av medkänsla med alla de hårt arbetande kvinnor, som inte var lika lyckligt lottade som hon själv. Hennes insatser för dem hyllades av Vita Bandet-kollegorna som beskrev henne som glädjefull, energisk och viljestark. Hon sågs som en framgångsrik diktare och hennes lyrik var ett centralt kulturellt inslag i Vita Bandets tidning. Efter en tids sjukdom avled hon 41 år gammal på Sophiahemmet i Stockholm 1912. Hon är begravd på Norra begravningsplatsen i Solna.